# Pepper
Pepper (of Pepper.com) is een online sociaal netwerk gericht op het delen van aanbiedingen. De Nederlandse website draagt de naam nl.Pepper.com. Het moederbedrijf van de Nederlandse en overige Pepper-sites is het Duitse 6Minutes Media GmbH, gevestigd in Berlijn. Het platform is gericht op het delen van bespaartips en aanbiedingen door een community van geregistreerde gebruikers. Ongeregistreerde bezoekers kunnen de aanbiedingen ook bekijken, maar zelf geen aanbiedingen plaatsen. De community bestaat anno 2019 uit 84.000 geregistreerde gebruikers.

## Geschiedenis
Het moederbedrijf van de Nederlandse Pepper-website ontstond in april 2007 als blog door oprichter Fabian Spielberger. Het succes van deze website, die nog steeds de naam Mydealz draagt, leidde in 2009 tot de oprichting van 6Minutes Media GmbH. In 2014 werd vervolgens de Nederlandse variant van de Mydealz-formule opgezet onder de naam Pepper. Ook de Poolse en Russische versies opereren onder de naam Pepper.
In 2015 had Pepper een bereik van 25 miljoen bezoekers en 500 miljoen pageviews per maand. Onder andere de samenwerking met Desidime (India), Méliuz (Brazilië) en Promodescuentos (Mexico) heeft het bereik van Pepper vergroot. Desidime had tot aan 2015 al 5 miljard pageviews weten te bereiken. De Nederlandse website is sinds de oprichting gegroeid naar 84.000 geregistreerde gebruikers, geleid door een klein redactioneel team.

## Concept
Pepper is een zogeheten sociaalnetwerksite, waar een online community door gedeelde belangen met elkaar in contact staat. In het geval van Pepper is dit gedeelde doel besparingen doen. Het delen van aanbiedingen levert gebruikers speciale 'badges' op waarmee een reputatie op de website wordt opgebouwd. Gebruikers stemmen op aanbiedingen door 'heet' of 'koud' te stemmen. Hierdoor ontstaan populaire 'hete' deals met een hoge temperatuur, terwijl aanbiedingen die minder voordelig zijn 'koud' blijven. De website bestaat uit een mix van aanbiedingen en kortingcodes die deels door de redactie en deels (ongeveer 70%) door de gebruikers worden geplaatst. De content bestaat uit kortingacties, aanbiedingen, prijsfouten, kortingcodes en coupons op gebied van o.a. elektronica, boodschappen, reisdeals en abonnementen. Daarnaast worden er discussies over eerdergenoemde zaken gevoerd op het discussieforum. Tijdens speciale koopjesevenementen, zoals Amazon Prime Day of Black Friday worden tevens actiepagina's aangemaakt.
Het verdienmodel is gebaseerd op inkomsten via affiliates. Bij een deel van de aankopen via het platform gaat een gedeelte van de opbrengsten naar Pepper. Dit kan zowel een percentage als een vast bedrag per transactie of per doorverwijzing zijn. Zelfpromotie van winkels is niet toegestaan: de moderatie verwijdert aanbiedingen die door bedrijven (lijken te) zijn geplaatst.

## In de media
- In november 2018 werd de redactie van Pepper geïnterviewd door RTL Nieuws in het kader van Black Friday.[6]
- In 2017 won het moederbedrijf, Pepper Media Holding GmbH, een prijs voor de beste Berlijnse werkgever van het jaar.[7]